# Oppo Reno3
Oppo Reno3 — лінійка смартфонів середнього рівня, розроблених компанією OPPO, що входять у серію «Reno». Лінійка складається з Oppo Reno3, Reno3 5G, Reno3 Pro, Reno3 Pro 5G та Reno3 Vitality Edition (також відомий як Oppo Reno3 Youth) і є наступницею лінійки Reno2. Oppo Reno3 5G та Reno3 Pro 5G були представлені 26 грудня 2019 року. Oppo Reno3 Pro був представлений 2 березня 2020 року, а Reno3 — 17 березня того ж року.
В деяких країнах Oppo Reno3 Pro 5G продавався як Oppo Find X2 Neo, а Oppo Reno3 Vitality Edition — як Oppo Find X2 Lite.
В Україні офіційно продаються тільки Oppo Reno3 (без 5G) та Reno3 Pro 5G, які були представлені 2 квітня 2020 року.

## Дизайн
Передня панель у всіх моделей виконана зі скла Corning Gorilla Glass 5. У Reno3 Pro задня панель виконана з пластику, а у всіх інших моделей — зі скла Corning Gorilla Glass 5. Рамка в Oppo Reno3 Pro 5G/Find X2 Neo виконана з алюмінію, а у всіх інших моделей — з пластику.
В Reno3 Pro 5G знизу знаходяться роз'єм USB-C, динамік, мікрофон та слот під 2 SIM-картки. У всіх інших моделей знизу знаходяться роз'єм USB-C, динамік, мікрофон та 3.5 мм аудіороз'єм. Зверху розташований другий мікрофон. З лівого боку розміщені кнопки регулювання гучності та гібридний слот під 2 SIM-картки або 1 SIM-картку і карту пам'яті формату MicroSD до 256 ГБ у 4G версій, або слот під 2 SIM-картки у Reno3 5G. З правого боку розміщена кнопка блокування смартфону.
Oppo Reno3 та Reno3 Pro продавалися в 3 кольорах: Місячному чорному, Зоряному синьому та Sky White (білий). В Україні Reno3 був доступний в кольорах Місячний чорний та Зоряний синій.
Oppo Reno3 5G продавався у 4 кольорах: чорному, білому, Starry Night Blue (блакитно-синій) та Sunrise (блакитно-помаранчевий).
Oppo Reno3 Pro 5G продавався у 5 кольорах: Місячному чорному, білому, Starry Night Blue (блакитно-синій), Sunrise (блакитно-помаранчевий) та Classic Blue. В Україні смартфон був доступний тільки в кольорі Місячний чорний. Натомість Oppo Find X2 Neo був доступний тільки Місячному чорному та Starry Night Blue.
Oppo Reno3 Vitality продавався в 3 кольорах: білому, чорному та золотому.
Oppo Find X2 Lite продавався в кольорах Місячний чорний та Pearl White (білий).

## Технічні характеристики

### Платформа
Oppo Reno3 отримав систему на кристалі MediaTek Helio P90, а Oppo Reno3 Pro — Helio P95. Обидві системи включають графічний процесор PowerVR GM9446. Натомість Oppo Reno3 5G отримав MediaTek Dimensity 1000L з графічним процесором Mali-G77 MP9, а Oppo Reno3 Vitality/Find X2 Lite та Oppo Reno3 Pro 5G/Find X2 Neo — Qualcomm Snapdragon 765G з Adreno 620.

### Батарея
У всіх моделей батарея отримала об'єм 4025 мА·год і підтримку швидкого заряджання до 30 Вт. Oppo Reno3 має підтримку технології швидкого заряджання VOOC 3.0, а всі інші моделі — VOOC 4.0. 

### Камери

#### Основна камера
Всі смартфони отримали основну квадрокамеру (з 4 об'єктивами).
В Reno3 набір тилових камер складається із ширококутного об'єктива на 48 Мп з діафрагмою f/1.8 і фазовим автофокусом, телеоб'єктиву на 13 Мп з діафрагмою f/2.4, фазовим автофокусом, 2x оптичним, 5x гібридним та 20x цифровим зумом, надширококутного об'єктива на 8 Мп з діафрагмою f/2.2 і чорно-білого об'єктива на 2 Мп з діафрагмою f/2.4.
В Reno3 Pro набір тилових камер складається із ширококутного об'єктива на 64 Мп з діафрагмою f/1.7 і фазовим автофокусом, телеоб'єктива на 13 Мп з діафрагмою f/2.4, фазовим автофокусом, 2x оптичним, 5x гібридним та 20x цифровим зумом, надширококутного об'єктива на 8 Мп з діафрагмою f/2.2 і чорно-білого об'єктива на 2 Мп з діафрагмою f/2.4.
В Reno3 Pro набір тилових камер складається із ширококутного об'єктива на 64 Мп з діафрагмою f/1.7 і фазовим автофокусом, телеоб'єктива на 13 Мп з діафрагмою f/2.4, фазовим автофокусом, 2x оптичним, 5x гібридним та 20x цифровим зумом, надширококутного об'єктива на 8 Мп з діафрагмою f/2.2 і автофокусом та чорно-білого об'єктива на 2 Мп з діафрагмою f/2.4.
В Reno3 5G набір тилових камер складається із ширококутного об'єктива на 64 Мп з діафрагмою f/1.8, фазовим автофокусом і оптичною стабілізацією, надширококутного об'єктива на 8 Мп з діафрагмою f/2.2 та чорно-білого об'єктива і сенсора глибини по 2 Мп з діафрагмою f/2.4. В Reno3 Vitality/Find X2 Lite, на відміну від Reno3 5G, встановлено ширококутний об'єктив з роздільною здатністю 48 Мп і діафрагмою f/1.7.
В Reno3 Pro 5G/Find X2 Neo набір тилових камер складається із ширококутного об'єктива на 48 Мп з діафрагмою f/1.7, фазовим автофокусом і оптичною стабілізацією зображення, телеоб'єктива на 13 Мп з діафрагмою f/2.4, фазовим автофокусом, 2x оптичним, 5x гібридним та 20x цифровим зумом, надширококутного об'єктива на 8 Мп з діафрагмою f/2.2 та чорно-білого об'єктива на 2 Мп з діафрагмою f/2.4.
Основні камери всіх моделей вміють записувати відео в роздільній здатності 4K@30fps.

#### Передня камера
Reno3 отримав фронтальну камеру 44 Мп, f/2.4 (ширококутний). В Reno3 Pro передня камера на додаток має сенсор глибини на 2 Мп з діафрагмою f/2.4. 5G-моделі отримали ширококутну передню камеру на 32 Мп з діафрагмою f/2.0 в Reno3 5G та Reno3 Vitality/Find X2 Lite, а Reno3 Pro 5G/Find X2 Neo — з діафрагмою f/2.4.
В усіх моделей передня камера вміє записувати відео у роздільній здатності 1080p@30fps.

### Екран
Reno3 отримав AMOLED екран, 6.4", Full HD+ (2400 × 1080) з щільністю пікселів 405 ppi, співвідношенням сторін 20:9 та краплеподібним вирізом під фронтальну камеру.
Reno3 5G та Reno3 Vitality/Find X2 Lite отримали AMOLED-екран, 6.4", Full HD+ (2400 × 1080) з щільністю пікселів 411 ppi, співвідношенням сторін 20:9 та краплеподібним вирізом під фронтальну камеру.
Reno3 Pro отримав Super AMOLED-екран, 6.4", Full HD+ (2400 × 1080) з щільністю пікселів 405 ppi, співвідношенням сторін 20:9 та овальним вирізом під подвійну фронтальну камеру, що знаходиться зверху в лівому кутку.
Reno3 Pro 5G отримав AMOLED-екран, 6.5", Full HD+ (2400 × 1080) з щільністю пікселів 402 ppi, співвідношенням сторін 20:9, частоту оновлення екрану 90 Гц та круглим вирізом під фронтальну камеру, що знаходиться зверху в лівому кутку.
Усі моделі отримали вбудований під дисплей оптичний сканер відбитків пальців.

### Звук
Oppo Reno3 Pro 5G/Find X2 Neo отримав стереодинаміки. Роль другого динаміка виконує розмовний. У всіх інших моделях стерео звук відсутній.

### Пам'ять
Oppo Reno3 та Reno3 Vitality/Find X2 Lite продавалися в конфігурації 8/128 ГБ, Reno3 Pro — 8/128 та 8/256 ГБ, Reno3 5G — 8/128 та 12/128 ГБ, Reno3 Pro 5G — 8/128 та 12/256 ГБ, а Find X2 Neo — 12/256 ГБ.

### Програмне забезпечення
Смартфони були випущені на ColorOS 7.1 на базі Android 10 і були оновлені до ColorOS 12.1 на базі Android 12.